# Штангообертач
Штангообертач — пристрій з круглим зубчастим диском і храповим механізмом, призначений для повільного прокручування колони насосних штанг та плунжера «на закручування» на кожному ході головки балансира верстата-гойдалки, з метою запобігання одностороннього стирання штанг, муфт і плунжера в похилих і викривлених свердловинах, запобігання відкручуванню штанг і видаленню парафіну зі стінок насосно-компресорних труб у разі застосування пластинчастих шкребків.